# Lillestrøms kommun, Akershus
Lillestrøms kommun (norska: Lillestrøm kommune) var en kommun i Akershus fylke i Norge. Kommunen omfattade de centrala delarna av orten Lillestrøm inom nuvarande Lillestrøms kommun. Orten Lillestrøm utgjorde kommunens centralort.

## Administrativ historik
Lillestrøms kommun upprättades den 1 januari 1908 genom utbrytning ur Skedsmo kommun. Kommunen hade 4 351 invånare vid upprättandet.
Den 1 januari 1962 gick kommunen åter upp i Skedsmo kommun. Kommunens hade då 10 840 invånare.
Området utgör sedan den 1 januari 2020 en del av nya Lillestrøms kommun.